# Mary Martlew
Mary Martlew (* 8. August 1919 in Atherton, Lancashire, England, Vereinigtes Königreich; † 26. Oktober 1989 in Wien, Österreich; gebürtig Mary Martlew Greenhalgh, verheiratete Escher) war eine britisch-schweizerische Schauspielerin.

## Leben
Die gebürtige Engländerin Mary Martlew Greenhalgh verbrachte einen Teil ihrer Schulzeit in der Romandie. Später nahm sie Schauspielunterricht an der Royal Academy of Dramatic Art (RADA) und an der London School of Music. Ab Ende der 1930er Jahre trat sie regelmäßig als Schauspielerin in zumeist zeitgenössischen Stücken auf, vor allem an Londoner Bühnen. Seitdem verwendete sie ihre beiden Vornamen als Künstlername.
Daneben hatte Mary Martlew in den 1940er Jahren Nebenrollen in einigen Kinofilmen, so in der Leo-Tolstoi-Verfilmung Anna Karenina (1948) und in dem frühen Fernsehfilm Cry Havoc (1947).
1949 heiratete sie den Schweizer Botschafter Alfred Martin Escher. Mit ihm hatte sie drei Kinder. Nach ihrer Vermählung zog sie sich für über ein Vierteljahrhundert von der Schauspielerei zurück, setzte ihre Bühnenkarriere dann jedoch ab 1977 bis zu ihrem Tod fort.
Besonders war sie dabei Vienna’s English Theatre verbunden. An diesem englischsprachigen Theater in Wien feierte sie 1977 mit den Hauptrollen in The Circle von W. Somerset Maugham und Hay Fever von Noël Coward nicht nur ihr Comeback, sondern gab mit der Titelrolle in Alfred Uhrys Driving Miss Daisy 1989 auch ihren letzten Bühnenauftritt. Neben Hauptrollen in klassischen englischsprachigen Bühnenstücken wie The Importance of Being Earnest von Oscar Wilde (1978), Arsenic and Old Lace von Joseph Kesselring (1983), The Unexpected Guest von Agatha Christie (1986), Night Must Fall von Emlyn Williams (1987) sowie mehreren Erfolgsstücken Noël Cowards war sie 1985 auch in der Europapremiere des Stücks Painting Churches von Tina Howe zu sehen. 1983 trat sie in der Fernsehserie Wagner – Das Leben und Werk Richard Wagners auf.
Mary Martlew Escher starb am 26. Oktober 1989 im Alter von 70 Jahren in Wien.

## Werk

### Bühnenauftritte (Auswahl)
| Jahr      | Stück                           | Regisseur         | Theater                      |
| --------- | ------------------------------- | ----------------- | ---------------------------- |
| 1938–1939 | A Party for Christmas           |                   | Haymarket Theatre, London    |
| 1943      | Claudia                         | William Armstrong | St. Martin’s Theatre, London |
| 1944      | Something in the Air            |                   | Alhambra Theatre, Glasgow    |
| 1945–1946 | 1066 – and All That             | Gerald Cross      | Palace Theatre, London       |
| 1948–1949 | The Way of the World            | John Burrell      | New Theatre, London          |
| 1948–1949 | The Cherry Orchard              | Hugh Hunt         | New Theatre, London          |
| 1977      | The Circle                      |                   | Vienna’s English Theatre     |
| 1977      | Hay Fever                       |                   | Vienna’s English Theatre     |
| 1978      | The Importance of Being Earnest |                   | Vienna’s English Theatre     |
| 1979      | Bedroom Farce                   |                   | Vienna’s English Theatre     |
| 1979      | The Lion in Winter              | Cyril Frankel     | Vienna’s English Theatre     |
| 1981      | Jane                            | Kim Grant         | Vienna’s English Theatre     |
| 1983      | Arsenic and Old Lace            |                   | Vienna’s English Theatre     |
| 1983      | Tonight at Eight                | Tony Craven       | Vienna’s English Theatre     |
| 1985      | Painting Churches               | Franz Schafranek  | Vienna’s English Theatre     |
| 1986      | The Unexpected Guest            | Anna Barry        | Vienna’s English Theatre     |
| 1986      | The Circle                      | Ruth Brinkmann    | Vienna’s English Theatre     |
| 1987      | Night Must Fall                 | Ruth Brinkmann    | Vienna’s English Theatre     |
| 1988      | Blithe Spirit                   | Joan Kemp-Welch   | Vienna’s English Theatre     |
| 1989      | Driving Miss Daisy              |                   | Vienna’s English Theatre     |

### Filmografie
- 1946: Jugendliebe – Drei Tage Ferien... (Quiet Weekend) – Regie: Harold French
- 1946: The Laughing Lady – Regie: Paul L. Stein
- 1947: Cry Havoc – Fernsehfilm
- 1947: The Ghosts of Berkeley Square – Regie: Vernon Sewell
- 1948: Anna Karenina (Anna Karenina) – Regie: Julien Duvivier
- 1949: Britannia Mews – Regie: Jean Negulesco
- 1983: Wagner – Das Leben und Werk Richard Wagners – Fernsehserie (Folge 1) – Regie: Tony Palmer